# Bremberg (Kempten)
Bremberg ist ein Weiler sowie Ortsteil der kreisfreien Stadt Kempten (Allgäu).

## Geschichte
1453 wurde ein Hein Prenberg und sein Sohn Benz Brenberg zum Ryters erwähnt. Weiterhin werden die Brenberg bis 1617 genannt. Es folgten Benennungen als Rytters (1527), Reitars (1526), Reiters (1526), Reytters (1544). Brenberg folgte erstmals wieder 1593. Der Ortsname geht auf den Familiennamen zurück, der vielleicht von Brennberg bei Frauenzell umgesiedelt ist.
Der Ort wurde 1818 der Ruralgemeinde Sankt Lorenz angeschlossen und unterlag der Pfarrei Heiligkreuz. Am 1. Juli 1972 wurde Sankt Lorenz in die Stadt Kempten eingemeindet.